# Katapult
Katapult er en fællesbetegnelse for en række krigsmaskiner, der kan kaste eller slynge projektiler, ofte i form af store sten, over stor afstand uden brug af eksplosiver som drivkraft. Termen bruges især om middelalderlige krigsmaskiner.
Forskellige former for katapulter har været benyttet siden oldtiden. Romerne brugte katapulter til at kaste brændende projektiler efter fjenden for at skabe større ødelæggelse, mens man i middelalderen brugte dem til at nedbryde bymure eller mure omkring borge.
Ordet 'katapult' stammer fra det latinske ord 'catapulta' som igen stammer fra det græske καταπέλτης (katapeltēs), som er sammensat af (kata), "hen imod" og πάλλω (pallō), "at kaste" eller "at slynge".
Forskellige typer katapulter inkluderer:
- Ballista
- Blide
- Onager også kaldet en mangonel